# 馬查度 (1976年)
馬查度（Djair Baptista Machado，或稱為 ，1976年12月24日—）是巴西的足球員，擅長踢防守中場，他在2007年9月12日由巴西足球丙級聯賽球會森柏奧哥利亞 轉會加盟香港甲組聯賽球隊東方。